# Daria Klimentová
Daria Klimentová (Praga, 23 giugno 1973) è un'ex ballerina ceca.

## Biografia
Nata e cresciuta nella Cecoslovacchia sovietica, cominciò a studiare danza al Conservatorio di Praga a otto anni. Nel 1989 vinse il Prix de Lausanne e si unì al Balletto Nazionale di Praga in veste di solista, ma fu promossa al rango di prima ballerina l'anno seguente. Nel 1992 si unì al Cape Town City Ballet in veste di prima ballerina, mentre nel 1993 fu scritturata dallo Scottish Ballet, sempre come ballerina principale.
Nel 1996 si unì all'English National Ballet su invito di Derek Deane. Nei diciotto anni successivi continuò a danzare al London Coliseum come prima ballerina dell'English National Ballet, con cui danzò alcuni dei maggiori ruoli femminili del repertorio, come Aurora ne La bella addormentata, la Fata Confetto ne Lo schiaccianoci e l'eponima protagonista in Manon. Gli ultimi quattro anni della sua carriera furono caratterizzati dall'acclamato sodalizio artistico con il giovane Vadim Muntagirov: il talento dei due ballerini e la loro differenza d'età (19 anni) portò i critici a paragonarli favorevolmente a Margot Fonteyn e Rudol'f Nureev. Nel 2014 diede il suo addio alle scene, danzando come Giulietta nel Romeo e Giulietta di Nureev accanto al Romeo di Muntagirov. Successivamente è diventata maestra di balletto alla Royal Ballet School.